# İstanbuldere, Sapanca
İstanbuldere là một xã thuộc quận Sapanca, tỉnh Sakarya, Thổ Nhĩ Kỳ. Dân số thời điểm năm 2008 là 139 người.